# Spettrometria di massa tandem

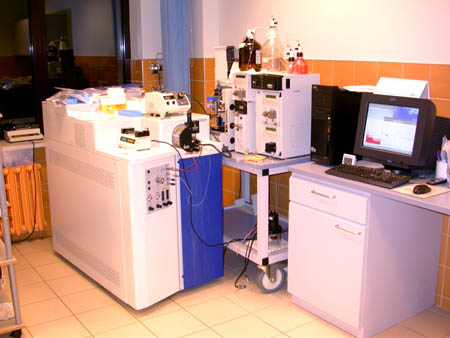
Una macchina per la spettrometria di massa tandem

In spettrometria di massa si indicano con spettrometria di massa tandem (o MS-MS o MSn) le tecniche di riframmentazioni successive effettuate su ioni-frammenti già analizzati. Si tratta in pratica di ripetere più volte la frammentazione e l'analisi sugli stessi ioni. È utile accoppiare questa tecnica con tecniche di ionizzazione soft, che danno cioè poca frammentazione, soprattutto con quelle tecniche che danno unicamente lo ione molecolare.

## Metodi di analisi di MS-MS
I metodi di analisi di spettrometria di massa tandem sono:
- Ricerca di ioni prodotto (product ion scan): si seleziona uno ione e si frammenta poi si analizzano tutti i frammenti.
- Ricerca di ione precursore (precursor ion scan): dopo la prima frammentazione tutti i frammenti vengono riframmentati e poi si sceglie un singolo frammento (si seleziona il secondo analizzatore su quel rapporto m/z). Serve a identificare famiglie di composti con una sottostruttura comune.
- Perdita costante di un frammento neutro (constant neutral loss): dopo la prima frammentazione si selezionano tutti i frammenti, si riframmentano una seconda volta e si cercano quelli che hanno perso un frammento neutro.
- Monitoraggio di una reazione selezionata (selected reaction monitoring): dopo la prima frammentazione si seleziona uno ione e si riframmenta una seconda volta, dopo di che si cerca un solo ione; è molto usata per l'analisi quantitativa.

## Configurazioni strumentali
Alcune delle configurazioni strumentali usate per la spettrometria di massa tandem sono:
- Quadrupolo-Quadrupolo (QqQ): tra i due analizzatori c'è un terzo quadrupolo usato come camera di collisione.
- Doppia focalizzazione-Quadrupolo (EBqQ): tra i due analizzatori c'è un secondo quadrupolo usato come camera di collisione.
- Doppia focalizzazione-Doppia focalizzazione (EBEB): tra i due analizzatori si trova una camera di collisione.
- Quadrupolo-Tempo di volo (QqTOF): tra i due analizzatori si trova un quadrupolo che fa da camera di collisione.

Alcuni analizzatori non hanno bisogno, invece, di essere accoppiati ad altri funzionando sia da analizzatore che da camera di collisione:
- Trappola ionica
- FT-Orbitrap
- Risonanza ionica ciclotronica a trasformata di Fourier

Si può distinguere tra spettroscopia "nello spazio" e "nel tempo". Gli analizzatori che trattengono gli ioni e funzionano quindi sia da analizzatori che da camera di collisione funzionano "nel tempo" perché le frammentazioni avvengono in tempi diversi ma nello stesso luogo, gli accoppiamenti tra analizzatori che non intrappolano gli ioni avvengono "nello spazio" perché le frammentazioni avvengono in luoghi diversi.